# Синдром Клювера — Бюси
Синдром Клювера — Бюси (англ. Klüver—Bucy syndrome) — синдром, характеризующийся ослаблением эмоциональных реакций, гиперсексуальностью, навязчивым стремлением прикоснуться к любому попавшемуся предмету или поместить его в рот (гиперорализм), нарушением пищевых привычек, прожорливостью и нарушением способности распознавать окружающие предметы (зрительная агнозия).
Заболевание возникает при двустороннем поражении медиальных структур височных долей мозга (особенно миндалевидных тел), например при герпетическом энцефалите или дегенеративных заболеваниях головного мозга.
Впервые описан в 1937 году Генрихом Клювером и Полом Бюси.